# فقيربازار
فقيربازار (بالفارسية: فقیربازار) هي قرية تقع في منطقة بولان في إيران. يقدر عدد سكانها بـ 186 نسمة بحسب إحصاء 2016.